# Janusz Górnicki
Janusz Górnicki (ur. 5 kwietnia 1937, zm. 5 sierpnia 1996 w Lublinie) – polski koszykarz, występujący na pozycji środkowego, multimedalista mistrzostw Polski.

## Osiągnięcia
- Mistrz Polski (1962)
- Brązowy medalista mistrzostw Polski (1961, 1965)
- Uczestnik rozgrywek Pucharu Europy Mistrzów Krajowych (1962/1963 – TOP 8)[1]